# Джордж Вашингтон (скульптура Гораціо Ґріноу)
Джордж Вашингтон — масивна мармурова статуя Джорджа Вашингтона роботи американського скульптора Гораціо Ґріноу, виготовлена 1840 року на замовлення Конгресу США з нагоди сторіччя від дня народження президента Вашингтона (1732 – 1832). Виконана у стилі неокласицизму.

## Історія появи
16 лютого 1832 року комітет з громадських будівель конгресу США прийняв резолюцію, якою доручав президенту Джексону замовити у скульптора Гораціо Ґріноу величну повнозростову статую Джорджа Вашингтона для подальшого встановлення в ротонді Капітолія з нагоди відзначення 100-річчя від дня народження Джорджа Вашингтона. За бажанням конгресменів статуя має бути ліпше пішою, ніж кінною.
Замовлення на виготовлення статуї до Гораціо Ґріноу, який тоді мешкав та працював у Флоренції (Італія), надійшло того ж 1832 року.

## Опис композиції скульптури
Композиція скульптури була навіяна Ґріноу численними зображеннями статуї Зевса Олімпійського роботи давньогрецького майстра Фідія. 
За задумом Ґріноу, Вашингтон сидить на імпровізованому троні у позі Зевса Олімпійського, одягнутий в римську тогу та взутий в сандалі античного зразка. Вказівний палець правої руки Вашингтона багатозначно піднятий вгору, ніби президент хоче наголосити на чомусь важливому. У лівій руці Вашингтон тримає вкладений у піхви меч, повернутий руків’ям до глядача, що символізує передачу влади народу США по закінченню війни за незалежність. На зворотному боці основи п’єдесталу статуї викарбуваний напис латиною:
SIMULACRUM ISTUD AD MAGNUM LIBERTATIS EXEMPLUM NEC SINE IPSA DURATURUM HORATIUS GREENOUGH FACIEBAT
.
Статуя вагою 12 тон була вирізьблена з величезної брили каррарського мармуру, її вартість обійшлася у 44 тисячі доларів у тогочасних цінах. Висота статуї – 11 футів та 4 дюйми (трохи менше трьох з половиною метрів).